# Yale Journal of Biology and Medicine
 The Yale Journal of Biology and Medicine (YJBM) es una revista médica de acceso abierto revisada por pares de periodicidad trimestral. Se fundó en octubre de 1928 y es la publicación de estudiantes de medicina más antigua que aún se publica. Desde 2015, cada número cubre un tema particular en biología, medicina o salud pública, incluida la investigación experimental y clínica . El consejo editorial de la revista está compuesto por estudiantes graduados, médicos y profesionales de la Universidad de Yale. Se publica en PubMed Central y cuenta con el apoyo financiero de la Oficina de Educación Médica de Yale.

## Historia
La revista fue establecida en 1928 por Milton C. Winternitz , decano de la Facultad de Medicina de Yale de 1920 a 1935. Durante su mandato, Winternitz instituyó lo que se conoció como "El Sistema de Educación Médica de Yale", que eliminó los exámenes obligatorios, permitió la flexibilidad de los requisitos del curso en los horarios de los estudiantes, y alentó a los estudiantes a realizar investigación y redacción de tesis originales.La revista sirvió originalmente como un medio para publicar la investigación de tesis de los estudiantes y como una herramienta para que los estudiantes practiquen la escritura científica y aprendan a publicar como científicos e investigadores.
Todos los artículos publicados que datan de 1928 están disponibles en PubMed Central.

## Resumen e indexación
La revista está resumida e indexada en Index Medicus / MEDLINE / PubMed y Scopus.

## Serie de podcasts
La revista también crea una serie de podcasts con discusiones con editores, autores e investigadores y médicos de la facultad de Yale.